# IWB

Ehemaliges Logo

IWB (Industrielle Werke Basel) ist das Unternehmen für Energie, Wasser und Telekommunikation im Kanton Basel-Stadt (Schweiz). Als öffentlich-rechtliche Anstalt ist das Unternehmen seit dem Jahr 2010 selbständig und arbeitet eng mit dem Departement für Wirtschaft, Soziales und Umwelt des Kantons Basel-Stadt zusammen.

## Tätigkeitsgebiet
Die Aktivitäten von IWB umfassen im Wesentlichen die Bereiche Stromversorgung, Wasserversorgung, Erdgasversorgung, Fernwärmeversorgung und die Kehrichtverwertung sowie Energie- und Telekommunikationsdienstleistungen.
Als Stromversorger beliefert IWB ihre Kunden mit rund 1’100 GWh Strom pro Jahr. Dieser wird vor allem in acht Wasserkraftwerken und Windkraftwerken in Frankreich und Deutschland, an denen IWB beteiligt ist, produziert. Ein kleinerer Teil wird in lokalen Wärme-Kraft-Koppelungsanlagen produziert. Zum Ausgleich von Produktionsschwankungen betreibt IWB auch Stromhandel. Der Strommix der IWB setzte sich 2021 aus 90,0 Prozent Wasserkraft, 1,0 Prozent Sonnenenergie und 6,7 Prozent gefördertem Strom zusammen.
Über ein 524 Kilometer langes Leitungsnetz versorgt IWB ihre Kunden im Kanton Basel-Stadt sowie in angrenzenden Gebieten mit rund 20 Millionen Kubikmeter Trinkwasser. Dieses stammt vollständig aus in zwei Werken gewonnenem Grundwasser. Von 1996 bis 2012 boten die IWB auch mit Kohlensäure angereichertes Tafelwasser unter der Bezeichnung «Basler Wasser» in Flaschen, deren Etiketten einen von Ferdinand Schlöth entworfenen Basilisken von der Wettsteinbrücke zeigten, zum Verkauf an.
Im Bereich der Erdgasversorgung ist IWB weit über den Kanton hinaus regional tätig und versorgen über ihr 1'055 Kilometer langes Netz 406'000 Menschen im Kanton Basel-Stadt sowie in Teilen des Kantons Basel-Landschaft und des Fricktals mit rund 2’400 GWh Erdgas. Dieses wird vollständig von der Gasverbund Mittelland AG bezogen. Die 1852 aufgenommene Erdgasversorgung bildet den ältesten Geschäftsbereich von IWB. Per Ende 2021 ist IWB aus dem Verband der Schweizerischen Gasindustrie ausgetreten, da der schrittweise Ausstieg aus der Wärmeversorgung mit Erdgas im Kanton Basel-Stadt erfolgen soll.
IWB liefert rund 900 GWh Fernwärme. Diese wird zu rund 40 Prozent in der Kehrichtverwertungsanlage produziert. Gut 35 Prozent werden aus Erdgas im Fernheizkraftwerk Voltastrasse und dem Spitzenheizwerk Bahnhof produziert, rund 20 Prozent in den beiden Holzkraftwerken aus Holzhackschnitzeln.
Über ihre traditionelle Versorgungsaktivitäten hinaus bietet IWB auch Dienstleistungen in der Wärmetechnik und betreibt ein 299 Kilometer langes Glasfasernetz für Breitband-Internet und Telefonie.

## Geschichte
IWB hat ihren Ursprung in der 1852 gegründeten privaten Gasindustrie. Diese wurde 1867 verstaatlicht. 1875 wurde die Wasserversorgung in das Gaswerk eingegliedert und 1882 mit dem Pumpwerk Lange Erlen das erste der beiden heute aktiven Grundwasserwerke in Betrieb genommen. 1899 kam das neu gegründete Elektrizitätswerk Basel hinzu, das 1908 jedoch wieder vom Gas- und Wasserwerk getrennt wurde. 1942 begannen die Werke, Fernwärme zu nutzen.
1978 wurde das Elektrizitätswerk wieder mit den Bereichen Gas- und Wasserversorgung zusammengelegt und daraus IWB gebildet. In diese wurde 1998 die Kehrichtverwertungsanlage integriert. Seit dem 1. Januar 2010 ist IWB ein selbständiges Unternehmen im Besitz des Kantons Basel-Stadt.